# Дарфёй, Жан-Люк
Жан-Люк Дарфёй (фр. Jean-Luc Darfeuille, 27 января 1949) — французский хоккеист (хоккей на траве), нападающий.

## Биография
Жан-Люк Дарфёй родился 27 января 1949 года.
Играл в хоккей на траве за «Стад Франсез» из Парижа.
В 1972 году вошёл в состав сборной Франции по хоккею на траве на Олимпийских играх в Мюнхене, занявшей 12-е место. Играл на позиции нападающего, провёл 4 матча, забил 1 мяч в ворота сборной Аргентины.